# Atractus elaps
Atractus elaps este o specie de șerpi din genul Atractus, familia Colubridae, descrisă de Günther 1858. Conform Catalogue of Life specia Atractus elaps nu are subspecii cunoscute.